# Infiniminer
Infiniminer（インフィニマイナー）は、Zachtronicsが開発したオープンソースのマルチプレイヤー型サンドボックスゲームである。プレイヤーはチームの鉱夫となり、鉱石を採掘しながら敵対的なクリーチャーを避けたり戦ったりしつつ、最も多くの金を集めることを目指す。開発者ザカリー・バースによれば、本作は『Infinifrag』や『Team Fortress』、およびXGen Studiosの『Motherload』に着想を得て制作された。また、このゲームは『Minecraft』の開発にも影響を与えたことで知られている。

## ゲーム内容
プレイヤーはチームに分かれ、手続き型生成で作られたランドスケープに配置され、採掘道具を与えられる。主な目的は、鉱石を採掘しつつモブを避けたり倒したりしながら、最も多くの金を集めること。ラウンド終了時にそのチームが最も多くの金を稼いでいれば勝利となる。開発中、Infiniminerの作者ザカリー・バースは、プレイヤーが本来の競争ベースの設計から離れ、ゲームの仕組みを建築やアイテム収集に活用し始めるようになったことに気づいた。こうした行動が、サンドボックスゲーム的な創発的ゲームプレイの発生に繋がった。

## 開発
ザカリー・バースは若い頃からゲームプログラミングの経験があり、ニューヨーク州のレンセラー工科大学で本格的にスキルを磨いた。卒業後はマイクロソフトにゲームプログラマーとして勤務しつつ、余暇にインディーゲーム開発を続けていた。2009年4月、バースはInfiniminerをリリース。マルチプレイヤー対戦型の鉱石採掘ゲームとして設計していたが、プレイヤーはすぐにそのサンドボックス的な仕組みを活用し、建物の建築にも熱中し始めた。
Infiniminerは人気を集めたものの収益化には至らなかった。バースはゲームのソースコードを暗号化しておらず、それがネット上に流出。結果として非公式の改造やハックが横行し、収益化やコード管理も困難になったため、開発が打ち切られた。
その後、2009年10月にスウェーデンのインディー開発者マルクス・ペルソン（Notch）が、自身のTumblrブログ上でInfiniminerに似たゲームを作りたいと表明し、のちの『Minecraft』となるプロジェクト（当初は「RubyDung」）の開発初期に着手した。Infiniminerは、ブロックを基調としたビジュアル、1人称視点、建築メカニクスなど多くの面で大きな影響を与えたが、ペルソンはさらにロールプレイングゲーム要素など独自要素を加えることで差別化を図った。
Minecraftの最初のアルファ版は2009年5月17日にTIGSourceで公開され、ペルソンはその後もツールやモブ、次元などの追加を含むアップデートを定期的に実施。人気の高まりとともに、2011年11月18日に正式リリースされた。
リリース後、ペルソンはリード開発者を降板し、その役割をイェンス・バーゲンステン（Jeb）に委ねた。2014年9月15日、マイクロソフトはMojang Studiosを約25億ドルで買収すると発表し、この買収にはMinecraftの知的財産も含まれていた。この売却は、エンドユーザーライセンス契約（EULA）の運用をめぐってペルソンが度重なる批判を受け、「プロジェクトを離れたい」という趣旨のツイートを公開したことがきっかけとなった。ペルソンによれば、このツイート直後にMojangのCEOであるカール・マネーのもとにマイクロソフトから連絡が入り、売却が本格的に協議されたという。他にもアクティビジョン・ブリザードやエレクトロニック・アーツなども買収に関心を示していたとされる。マイクロソフトとの契約は2014年11月6日に締結され、ペルソンは直後にフォーブス誌の世界の億万長者リストにも名を連ねた。
Minecraftの人気を受けて、バースはCascade PBSのインタビューで当時を回想し、「あんなことになるなんて全く想定していなかった。人生に計画など立てられないものだ」とコメント。当初はMinecraftの成功に驚いていたが、その人気を認めている。
バースはその後、開発費わずか4000ドルで100万ドル以上を売り上げたパズルゲーム『スペースケム』で商業的成功を収め、マイクロソフトを退社し自らのスタジオのZachtronicsを設立した。一時は4人まで拡大したが、2012年には経営難から教育企業のAmplify向けの受託開発にも携わった。
2014年3月15日、Infiniminerは英チャンネル4の番組『Fresh Meat』で取り上げられた。バースは制作スタッフからの連絡でこれを知り、当初はMinecraftへの言及かと思ったが、実際にはInfiniminerの実機映像や言及であった。
2015年には『Infinifactory』を発表し、Infiniminerやスペースケムの要素を組み込んだパズルゲームとしてリリース。
2022年7月、Zachtronicsは『Last Call BBS』をリリースし、これを「最後の作品になるだろう」と発表。チームは「変化の時」と感じ、解散後バースらは「Coincidence」という「柔軟な事業体制」を立ち上げ、カードゲームや教育ゲームなど幅広い実験的プロジェクトへと活動の幅を広げている。
2025年2月、Coincidenceは新作パズルゲーム『Kaizen: A Factory Story』を発表。Zachtronics作品に似た複雑な機械構築をプレイヤーが体験できる内容で、1980年代から90年代のバブル景気をテーマの着想元としている。